# Ary Abittan

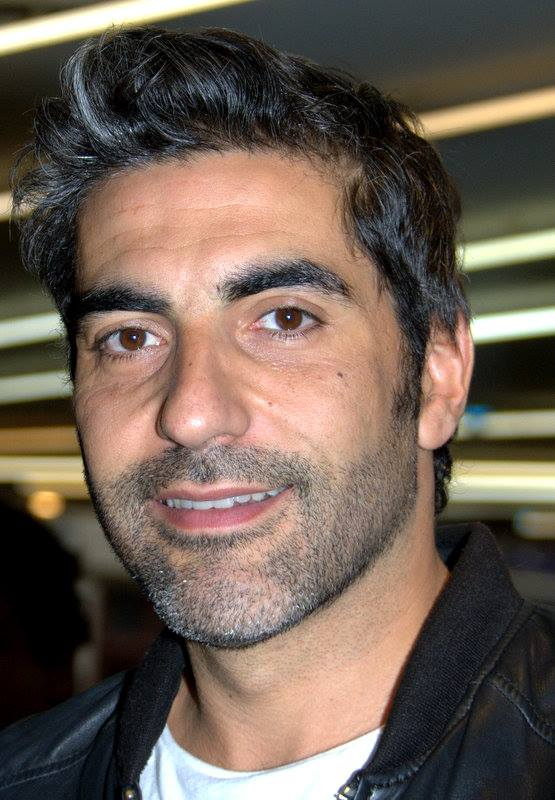
Ary Abittan (2014)

Ary Abittan (* 31. Januar 1974 in Paris) ist ein französischer Schauspieler und Komiker.

## Leben und Karriere
Ary Abittan wurde als Sohn eines Marokkaners und einer Tunesierin in Paris geboren, seine Familie ist jüdisch. In jungen Jahren arbeitete er wie sein Vater zeitweise als Taxifahrer, um sich seine Schauspielausbildung zu finanzieren. Ab Mitte der 1990er-Jahre stand er als Komiker auf der Bühne und hatte dort seinen größten Erfolg im Jahr 2007 mit der Hauptrolle in dem Theaterstück Happy Hanoukah. Seit 2008 steht Abittan regelmäßig für französische Film- und Fernsehproduktionen vor der Kamera, zunächst nur in Nebenrollen. Mit seiner Darstellung des jüdischen Schwiegersohns in Monsieur Claude und seine Töchter (2014) und der Fortsetzung Monsieur Claude 2 (2019) wurde er auch dem deutschen Publikum bekannt. Mit Philippe de Chauveron, dem Regisseur von Monsieur Claude, drehte er auch die Komödien Alles unter Kontrolle (2016) und Hereinspaziert! (2017).

## Filmografie (Auswahl)
- 2008: Die Hetzjagd (La traque; Fernsehfilm)
- 2009: Coco
- 2010: Tout ce qui brille
- 2010: Fatal
- 2013: Vive la France - Gesprengt wird später (Vive la France)
- 2014: Monsieur Claude und seine Töchter (Qu’est-ce qu’on a fait au Bon Dieu?)
- 2016: Alles unter Kontrolle (Débarquement immédiat!)
- 2016: Die Besucher – Sturm auf die Bastille (Les visiteurs: La révolution)
- 2017: Hereinspaziert! (À bras ouverts)
- 2017: Madame – Nicht die feine Art (Madame)
- 2019: Monsieur Claude 2 (Qu’est-ce qu’on a encore fait au Bon Dieu?)
- 2019: La vertu des impondérables
- 2021: Monsieur Claude und sein großes Fest (Qu’est-ce qu’on a tous fait au Bon Dieu?)